# Skeptic's Dictionary
 Skeptic's Dictionary és un recull d'assaigs escrits per Robert Todd Carroll, antic professor de filosofia al Sacramento City College de Sacramento, a Califòrnia, publicats en un llibre imprès que aparegué el 2003 amb el títol The Skeptic's Dictionary: A Collection of Strange Beliefs, Amusing Deceptions, and Dangerous Delusions, John Wiley & Sons, ISBN 0-471-27242-6 i al web The Skeptic's Dictionary que Caroll va engegar el 1994.
El llibre té unes quatre-centes entrades i és una de les guies més exhaustives d'informació escèptica sobre pseudociència, fenòmens paranormals i ocultisme; a més, s'hi cita una bibliografia amb unes set-centes referències que permeten ampliar informació. Segons la coberta del llibre, la versió en línia del diccionari rep unes cinc-centes mil visites al mes.

## Contingut
Carroll es declara ateu i escèptic convençut en tot allò que fa referència a ciències ocultes i esoterisme. Segons ell mateix ho afirma, el seu diccionari escèptic no pretén pas presentar una visió equilibrada sobre els temes d'ocultisme, sinó que es proposa ser un petit contrapès a la voluminosa literatura sobre ocultisme i fenòmens paranormals.
Els articles del llibre -i de la versió on line- es troben agrupats en aquestes categories:
- medicina alternativa
- criptozoologia
- extraterrestres i OVNIs
- fraus i enganys
- pseudociència
- lògica i percepció
- creences New Age
- fenòmens paranormals i ocultisme
- ciència i filosofia
- creences sobrenaturals i metafísiques.

El llibre es pot trobar en anglès, estonià, japonès, coreà i rus mentre que de la versió on-line se n'han fet traduccions a l'holandès, francès Arxivat 2007-12-18 a Wayback Machine., alemany, grec, hongarès, islandès, italià, japonès, coreà, portuguès, eslovac i espanyol
Segons l'autor
 El Skeptic’s Dictionary es dirigeix a quatre tipus diferents de lectors: l'investigador de ment oberta, que no parteix de cap posició presa sobre si creure o no en l'ocultisme; l'escèptic moderat, que mostra més predisposició cap a dubtar que cap a creure; l'escèptic radical, que té molt clar que no creu pas en l'ocultisme, i el creient amb dubtes, que està predisposat a creure però que té alguns dubtes. El grup al qual aquest llibre no està pas adreçat és al creient convençut de l'ocultisme. Aquest llibre no és per a aquell que no tingui una mica d'escepticisme dins seu
Carroll defineix cadascuna d'aquestes categories, tot explicant com i per què, en opinió seva, el diccionari li pot interessar i beneficar. També defineix el terme escepticisme, tal com ell l'usa, i identifica dos tipus d'escèptic, l'apol·lini, que es troba compromès amb la claredat i la racionalitat, i el dionisíac, compromès amb la passió i l'instint. Segons Carroll, William James, Bertrand Russell i Friedrich Nietzsche són exemples de l'escèptic apol·lini, mentre que Charles Peirce, Tertul·lià, Søren Kierkegaard, i Blaise Pascal són escèptics dionisíacs.